# 澎湖七一三事件

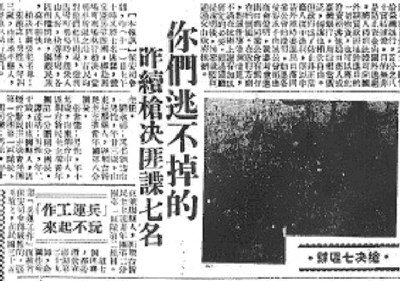
七一三事件槍決「匪諜」7人後的報導

山東流亡學校煙台聯合中學匪諜案，又稱山東學生流亡案、山東流亡師生冤獄案，一般稱之為澎湖七一三事件、澎湖七一三冤案，是發生在1949年7月13日澎湖的軍事冤案事件。此案牽連甚廣，為臺灣白色恐怖時期牽連人數最廣的政治案件，亦有人稱之為「外省人的二二八事件」。

## 事件經過
該事件的導火線是國共內戰後，來自煙台聯中與濟南一、二、三、四、五聯中、海岱、昌維等八所學校共8,000多名的山東省流亡學生在煙台聯合中學校長張敏之帶領下到達澎湖，借馬公國民學校（今馬公市馬公國小）成立「陸軍澎湖防衛司令部子弟學校」。
同此時期，39師師長韓鳳儀率部隊駐紮澎湖，擔心自身勢力弱小，且嫉忌澎湖防衛司令部司令李振清的風光與得志，而與39師政戰官陳復生密謀，為同為山東人李振清製造困擾。
韓鳳儀所率之39師隊伍多於國共內戰中損失打散，軍方便開始有私捕學生充軍的舉動，並對私捕學生施以嚴苛的軍訓，嫁禍給李振清，並從中挑撥，使李與學生相互憎恨。當時澎湖駐防軍隊普遍兵源短缺，李振清也希望把學生能編入澎湖防衛司令部警衛步兵團，因此對韓鳳儀的舉動並沒有起疑。
據張敏之之子張彤所述，當時聽說因為學生多不願意從軍而常有抵抗、衝突，於是在1949年7月13日早上時任39師師長韓鳳儀將大部分流亡學生集中於澎湖防衛司令部操場 ，並令凡身高超過槍的同學都被編入部隊，張敏之校長出面意圖將不符合與軍方協議之同學帶離並回到學校，韓鳳儀遂放任士兵開槍引發流血衝突。後來，韓鳳儀為了想取代李振清「澎湖王」的位置，竟親自去台北面見陳誠，羅織張敏之為匪諜，也趁機分化李振清與這批山東學生的感情。而陳誠亦授予韓鳳儀口喻：「檢舉匪諜人人有責，你回去就告訴李振清，說是我叫你辦的，你是現任師長，匪諜出在你的部隊裡，你也脫離不了關係。」，韓即以逮捕匪諜的名義，逮捕、拘禁許多人並加以秘密審判，對校長等多人處以死刑，被捕師生分別被押往大山嶼、漁翁島、桶盤嶼的民宅及廟裡，利用酷刑，套取口供。並有學生被裝入麻布袋丟海。
據黃翔瑜整理多方當事者口述記錄，案發至1949年11月初止受牽連師生已達百餘名，為了羅織校長張敏之、鄒鑑的匪諜罪名，55名學生被電刑、掌嘴、吊刑、鞭打或強行灌水等手段刑求逼供，有學生不堪用刑簽下自白承認自己是匪諜。
不合作的女學生下場更是嚴酷，黃翔瑜寫到：「被私自帶往海邊，命其脫光衣服，躺在布滿壺藤的礁石上，任海邊熾烈的太陽曬傷，讓尖銳礁石劃破肌膚，直至願意招供或承認自己是匪諜為止。」若有學生特別抱怨，則被槍斃或「拋錨」（直接拋入海）。
事發後，校長張敏之、鄒鑑和五名學生劉永祥、譚茂基、明同樂、張世能、王光耀以「匪諜」罪名被押到台北馬場町槍決，其中張世能、明同樂、王光耀等人僅有十九歲。另有2名學生王子彝、尹廣居死於獄中。此外受牽連者共109名。

## 當事人
在此事件中遭強徵入伍者，之後有數位在軍中升任至將軍，包括前國防部副部長王文燮、前海巡部司令王若愚、前陸軍總司令李楨林等。
當年的山東學生中，還有包括馬忠良、單汶和孫萍（單德興父母）、黃端禮、李新凱（彭麗媛舅舅）、張玉法、顏世錫（前警政署長）和當年聯合中學的訓導主任苑覺非等，苑覺非是曾任台大哲學系系主任苑舉正的父親。已去世的當事人有2011年去世的朱炎、軍方的尹殿甲等。尹殿甲是前台大人類學系教授、前台大訓導長尹建中的父親。
此案相關的莫名失蹤者近三百多人，軍方也長期監控其家屬。年紀小的學生則由教育部安排至彰化員林實驗中學。

## 死亡人數爭議
七一三事件的當事人王文燮，在2011年發言指出，當時「只有兩名學生遭到刺刀刺傷」，無外傳的屠殺事件。
在其他的記錄中，則認為當時約有300人左右受害。作家王鼎鈞曾說：「國民政府能在台灣立定腳跟，靠兩件大案殺開一條血路：一件是二二八事件懾伏了本省人，另一件是本件山東煙台聯合中學冤案懾伏了外省人。」
2009年作家龙应台出版的《大江大海一九四九》一書記述此事，書中說法由當事者張玉法提供。事件另一位當事人黃端禮質疑是捏造與技術誤導以醜化政府；如棲鳳渡爬車頂並沒有摔死任何人，當年疑似是某分校校長趙蘭亭誣告張敏之為匪諜才導致他被槍斃。黃端禮曾以信件向張玉法指出其錯誤，張並未回應；張大春也曾將此信件公布在他《中國時報》的專欄上。

## 事後平反
儘管在台的山東籍政要想為受害者平反，卻受限於當時白色恐怖時期的時空因素，案件也不為外人所知。1951年6月由江蘇省國代談明華向蔣中正呈交報告書，認為張敏之罪名可疑。李振清在報告中，也認為張敏之等人遭刑求逼供，此案應由39師政治部秘書陳福生負責，要求將他槍斃；39師師長韓鳳儀也應負責，應撤銷他因此案獲得的勳章。蔣中正向參謀總長周至柔下令，要求重審此事，保安司令部認為罪證確鑿，不肯復審。總統府參軍長桂永清建議蔣中正，將陳福生送軍法庭審理。軍法庭宣判陳福生無罪，此案終結。
山東省主席秦德純、參議長裴鳴宇聯名要求國民大會審理此案，但陳誠認為這將會影響到美援，撤銷這個提案。1954年，行政院國防部派人慰問張、鄒校長遺族，並致贈五千元慰問金。
1997年，國民黨的葛雨琴、民進黨的謝聰敏（亦為臺灣白色恐怖時期受害人）、新黨的高惠宇等立委聯手提案制定《戒嚴時期不當叛亂暨匪諜審判案件補償條例》，被害人與其家屬始得平反。
2007年，民進黨中常會決議建議政府為澎湖七一三事件興建國家紀念碑，同時在澎防部操場（也就是當年開槍鎮壓的地點）舉辦紀念會，但初期澎湖縣政府反對立碑，當時國民黨籍的澎湖縣長王乾發甚至表示未聽過此事件。
2008年7月，罹難校長張敏之之子張彤與澎湖縣長王乾發達成協議，同意縣府提供觀音亭西側海堤興建紀念碑。將由縣府建設局協助指界、定樁，並提供地籍資料，再交由營建署負責施工。隨後於13日在紀念碑預定地舉行紀念會，說明立碑理念，共同見證歷史。
2011年7月13日，國防部首度正面面對七一三事件。副部長趙世璋親赴紀念碑，弔祭受害者。
當年的山東學生為逃避拉伕，許多人低報年齡，已故國安局資訊室少將吳德鈞海軍機校42年班出身，則是僱船逃往台灣之後用電鍋煮糊叔父身分證虛報民間年齡國防部註記在案。

## 其它影響
2014年臺灣地方大選期間，作家江昺崙在未訪問過趙衍慶先生的情形下，在小英教育基金會中之「想想論壇」發表一篇「200萬說一個故事：78歲台北市長候選人趙衍慶」的文章，將趙衍慶與澎湖七一三事件受害者作聯想。數日後，被另一篇文章指出趙衍慶本人雖為山東流亡學生，但在此案中並未受害，僅是江昺崙個人想像。經媒體報導後，江昺崙表示，書寫趙衍慶時，是想突顯老前輩走過大時代的苦難，於是，將他想像中的七一三情境分享給讀者，文章書寫筆觸較有文學性。再經其他媒體深入採訪後，趙衍慶本人表示，雖在七一三事件中未被強徵入伍，但仍記得張敏之校長向漁翁島司令李振清抗議，李振清威脅將學生投海餵魚等事件。